# Craspedaria coronula
Craspedaria coronula é uma espécie de caracol terrestre, do gênero Geomitridae.
É uma espécie endêmica da Ilha Deserta Grande, no Arquipélago da Madeira. Foi originalmente descrita pelo malacologista inglês Richard Thomas Lowe, em 1852, a partir de um depósito fóssil quaternário encontrado na parte sul da Ilha do Bugio.
Tem uma casca cônica branca, 5−6 milímetros (196,61 pol) de largura e 3,5−4,5 milímetros (137,62 pol) de comprimento, com cinco verticilos. 
Sua nomenclatura sofreu alterações ao longo do tempo:
† Craspedaria (Coronaria) coronula (R. T. Lowe, 1852) (alternate representation)
† Geomitra coronula (R. T. Lowe, 1852) (superseded combination)
† Helix coronula (R. T. Lowe, 1852) (original combination) 